# Рукометна репрезентација Грчке
Рукометна репрезентација Грчке представља Грчку у међународним такмичењима у рукомету. Налази се под контролом Рукометног савеза Грчке.

## Учешћа репрезентације на међународним такмичењима

### Олимпијске игре
| Олимп. игре    | Турнир                | Пласман  | ИГ | П | Н | И | ГД  | ГП  | ГР  |
| -------------- | --------------------- | -------- | -- | - | - | - | --- | --- | --- |
| 1972. до 2000. | Није се квалификовала | -        | -  | - | - | - | -   | -   | -   |
| Атланта 1996.  | Меч за 5. место       | 6. место | 8  | 3 | 0 | 5 | 188 | 220 | -32 |
| 2000. до 2008. | Није се квалификовала | -        | -  | - | - | - | -   | -   | -   |
| Укупно         | 1/11                  |          | 8  | 3 | 0 | 5 | 188 | 220 | -32 |

### Светска првенства
| Првенство      | Турнир                | Пласман  | ИГ | П | Н | И | ГД  | ГП  | ГР |
| -------------- | --------------------- | -------- | -- | - | - | - | --- | --- | -- |
| 1954. до 2003. | Није се квалификовала | -        | -  | - | - | - | -   | -   | -  |
| Тунис 2005.    | Меч за 5. место       | 6. место | 9  | 4 | 1 | 4 | 245 | 246 | -1 |
| 2007. до 2011. | Није се квалификовала | -        | -  | - | - | - | -   | -   | -  |
| Укупно         | 2/22                  |          | 9  | 4 | 1 | 4 | 245 | 246 | -1 |

### Европска првенства
| Година      | Турнир                | Пласман               | ИГ                    | П                     | Н                     | И                     | ГД                    | ГП                    | ГР                    |
| ----------- | --------------------- | --------------------- | --------------------- | --------------------- | --------------------- | --------------------- | --------------------- | --------------------- | --------------------- |
| 1994 - 2022 | Није се квалификовала | Није се квалификовала | Није се квалификовала | Није се квалификовала | Није се квалификовала | Није се квалификовала | Није се квалификовала | Није се квалификовала | Није се квалификовала |
| 2024.       | Прва групна фаза      | 23. место             | 3                     | 0                     | 0                     | 3                     | 72                    | 100                   | -28                   |
| Укупно      | 1 учешће              |                       | 3                     | 0                     | 0                     | 3                     | 72                    | 100                   | -28                   |